# Cocidius
Cocidius est une divinité, probablement de rang inférieur, vénérée par les Britto-romains, dans le nord de l’Angleterre. Les Romains l’associaient à Mars, dieu de la guerre et de la chasse, et à Sylvanus, dieu des forêts, des bosquets et des champs sauvages.

## Étymologie
Dans les années 1980, il a été suggéré, que le nom vienne du breton insulaire cocco-, « rouge », suggérant que les statues du dieu étaient ainsi peintes. Cependant, ce peut être plus simplement une version latinisée du vieux gallois coit (en gallois contemporain coed), « bois » ou « forêt », en faisant une transcription de « Sylvanus », dont le nom signifie littéralement « dieu des Bois ».

## Représentation
Le fort romain de Bewcastle était nommé Fanum Cocidius, c’est-à-dire le « temple de Cocidius » ; il a été identifié grâce à la Cosmographie de l’anonyme de Ravenne, sur la base du fait que cinq des neuf autels au moins y étaient dédiés au dieu, et un à son avatar romain. D’autres forts ont des autels dédiés au dieux autour du mur d’Hadrien, principalement à l’ouest, et en Cumbria, dont Banna à Birdoswald. Le genre du dieu n’a pas été identifié avec certitude, mais ses attributs sont plutôt masculins : un bouclier dans la main gauche, une épée dans la droite.
Dans les représentations du dieu découvertes (25 au moins), se trouve une inscription à Vindomora, qui y fait référence comme à Cocidius Vernostonus, « Cocidius de l’Aulne ». Une sculpture surnommée le « petit homme » a également été trouvée à Cilurnum, dépeignant le dieu bras jetés et jambes écartées. À Yardhope, une figure en bas-relief brandit la lance et le bouclier sur un rocher vertical, à l’entrée d’un petit sanctuaire.